# Бжеще (гміна)
Гміна Бжеще (пол. Gmina Brzeszcze) — місько-сільська гміна у південній Польщі. Належить до Освенцимського повіту Малопольського воєводства.
Станом на 31 грудня 2011 у гміні проживало 21706 осіб.

## Площа
Згідно з даними за 2007 рік площа гміни становила 46.13 км², у тому числі:
- орні землі: 56.00%
- ліси: 12.00%

Таким чином, площа гміни становить 11.36% площі повіту.

## Населення
Станом на 31 грудня 2011:
| Опис     | Загалом | Загалом | Чоловіки | Чоловіки | Жінки | Жінки |
| -------- | ------- | ------- | -------- | -------- | ----- | ----- |
| одиниця  | осіб    | %       | осіб     | %        | осіб  | %     |
| все      | 21706   | 100     | 10610    | 48.88    | 11096 | 51.12 |
| міське   | 11761   | 100     | 5645     | 48.00    | 6116  | 52.00 |
| сільське | 9945    | 100     | 4965     | 49.92    | 4980  | 50.08 |

## Сусідні гміни
Гміна Бжеще межує з такими гмінами: Вілямовіце, Кенти, Медзьна, Освенцим.